# Vasa stads museer
Vasa stads museer är en gemensam organisation för de kommunala museerna i Vasa i Finland.
De kommunala museerna i Vasa är:
- Österbottens museum
- Nelin-Cronströms konsthem, del av Österbottens museum
- Vasa konsthall, del av Österbottens museum
- Gamla Vasa museum, del av Österbottens museum
- Tikanojas konsthem
- Kuntsi museum för modern konst